# Llista de desenvolupadors de videojocs
Aquest article és una llista de desenvolupadors de videojocs, antics i actuals. Alguns dels Desenvolupador de videojoc poden especialitzar-se en qualsevol plataforma, com pot ser videojocs de consoles o ordinadors. Altres són publicadors (p. ex. Activision, Electronic Arts, Microsoft, Sony, THQ) però també hi tenen estudis de desenvolupament. Les companyies que són estudis membres de la Academy of Interactive Arts & Sciences (AIAS) i la International Game Developers Association (IGDA) des de l'1 de gener del 2006, són anomenats al final de l'article.
| Índex A B C D E F G H I J K L M N O P Q R S T U V W X Y Z |

## #
- 1C Company
- 1Gaming IGDA
- 1st Playable Productions IGDA
- 2015
- 3D Realms
- 4D Rulers
- 4orty 2wo Entertainment
- 7 Studios
- 989 Studios

## A
- AbyLight
- Acclaim
- Accolade
- Aces Game Studio
- Activision AIAS
- Adrenium Games
- Advanced Gaming Systems, Inc.[1]
- Adventure Soft
- Akella
- Aki Corporation
- Alcachofa Soft
- Alpha Dream
- Alten8
- Amaze Entertainment
- Amusement Vision
- Animatu
- AnyPlays
- Arc Developments
- Archeus Entertainment
- Argonaut
- Arkane Studios
- Artech Studios
- Artificial Mind and Movement IGDA
- Artoon
- ARUSH Entertainment
- Arvirago
- Ascaron
- Atari
- Atlus
- Atod
- Atomic Games
- Attic Entertainment Software
- Auran
- Avalanche Studios
- Awe Games IGDA

## B
- Backbone Entertainment IGDA
- Banpresto
- Barking Lizard Technologies
- Beam Software
- Beenox Studios
- Bee Train
- Beeworks
- The Behemoth
- BEM
- Bethesda Softworks
- Bety Byte
- BigDog Games
- Big Blue Bubble
- Big Fish Games
- Big Huge Games IGDA
- BioWare AIAS, IGDA
- BigWorld
- Bitmap Brothers
- Bizarre Creations
- Black Hole Games
- Black Isle Studios
- Black Lantern Studios IGDA
- Black Sea Studios
- BlackMaria
- Blizzard Entertainment
- Blitz Games
- Blue Fang Games IGDA
- Blue Shift Inc. IGDA
- Blue Studios
- Bluesky Software
- Bohemia Interactive Studio
- Bongfish Interactive Entertainment[2]
- Boomzap Pte. Ltd.
- BreakAway Games
- Broadsword Interactive
- Brøderbund
- Brownie Brown
- Budcat Creations, LLC
- Bugbear Entertainment
- Bullfrog Productions
- Bungie Studios
- BVS Development Corporation

## C
- California Dreams
- Camelot Software Planning
- Capcom IGDA
- Capcom Production Studio 1
- Capcom Production Studio 2
- Capcom Production Studio 3
- Capcom Production Studio 4
- Capcom Production Studio 5
- Carbonated Games
- Carbonon Tech Pvt Ltd IGDA
- Castaway Entertainment
- Castle Thorn Software LLC
- Cauldron
- Cavedog Entertainment
- CCP IGDA
- CHI Systems IGDA
- Childtopia
- Chunsoft
- Cinemaware
- Circle Studio
- Clap Hanz
- Climax Games
- Climax Group
- Clover Studios
- CMY Multimedia
- Codemasters
- Collective IGDA
- Continuum Entertainment
- Core Design
- Coresoft IGDA
- Crafts and Meister
- Creative Assembly
- Creatures, Inc.
- Criterion Games
- Crocodile Entertainment
- Croteam
- Crossbeam Studios Entertainment
- Cyberconnect 2
- Cyberlore Studios
- Crystal Dynamics
- Crystal Squid
- Crytek
- Cyan Worlds

## D
- Datasoft Inc.
- Day 1 Studios AIAS
- DC Studios IGDA
- Deadline Games
- Deep Fried Entertainment
- Delirium Studios
- DemonWare
- Desgraff IGDA
- Destination Games
- Destineer
- Devilish Games
- DGform Multimedia
- Digital Anvil
- Digital Extremes IGDA
- Digital Illutions Creative Entertainment
- Digital Image Design
- Digital Legends
- DMA Design
- Donohoe Digital IGDA
- Double Fine Productions
- Double Jump Studios
- Dreamers Creative Workshop IGDA
- Drop Shadow, Inc.

## E
- EA Black Box
- EA Canada
- EA Chicago
- EA Criterion
- EA Los Angeles
- EA Mobile
- EA Montréal
- EA Mythic
- EA North West
- EA Phenomic
- EA Redwood Shores
- EA Tiburon
- EA UK
- Eden Games
- EDGE AIAS
- Edge of Reality
- Eidos Interactive
- Eivaa Games
- Electronic Arts AIAS, IGDA
- Enigma Software Productions
- EnjoyUp
- Enne
- Ensemble Studios AIAS
- Epic Games IGDA
- Epyx
- Eugen Systems
- Eutchenyx Games
- Evolution Dreams Studio
- Evolution Studios
- Exelweiss

## F
- Factor Five IGDA
- Falcom
- FASA Interactive
- Firaxis Games IGDA
- Firefly Studios
- Flagship Studios
- Flying Fish Works IGDA
- Foundation 9 Entertainment IGDA
- Free Radical Design
- Freedom Factory Studios
- Freeverse Software
- Frog City Software
- From Software
- Frontier Developments
- Funcom
- Fuse Games
- FX Interactive

## G
- G-Artists
- Gabitasoft[3]
- Gaelco
- Gaia (videojoc)
- Game Freak
- Gamelab IGDA
- Gameloft[4]
- Game Republic
- Gamer Studioz
- Games GI
- Gameware Development
- Gammick Studios
- GarageGames
- Gas Powered Games
- Gastronaut Studios
- Gathering of Developers
- Gearbox Software
- Genera Mobile
- Genius Sonority
- GexTech
- GMW-Wargames on Web
- Gotham Games
- Grin
- Grupo ZED
- Guerrilla Games
- Guild Software

## H
- H.B. Studios
- Haemimont Games
- HAL Laboratory
- HanbitSoft
- Hand Co. Ltd.
- Harmonix IGDA
- Hasbro Interactive
- Headgate Studios
- Housemarque
- Hudson Soft
- Human Entertainment
- Human Head Studios IGDA
- Human Soft
- High Voltage Software
- Hycube

## I
- Idea Factory
- id Software
- Ignition Entertainment
- Illwinter Game Design
- ImagEngine IGDA
- Image Space Incorporated
- Imaginarte
- Immersion Games
- Incognito Entertainment
- Indiagames
- Indie Built
- Infinity Ward
- Infogrames
- Insomniac Games AIAS
- Intelligent Systems
- Interactive Brains
- Interama
- International Hobo IGDA
- Interocio Digital Services
- Intrepid Games
- Introversion Software
- InXile Entertainment
- IO Interactive
- Ion Storm Inc.
- iQue
- Irem
- Iron Lore Entertainment
- Irrational Games
- Iteration Mobile
- Itlit Software

## J
- Jack of All Games
- Jadestone Group
- Jagex
- Jakks Pacific
- Joytech
- Juice Games
- Junction Point Studios
- Just Add Monsters

## K
- Kailab
- Kaos Studios
- KatGames
- Kato Studios
- KD Vision
- KingsIsle Entertainment
- KitMaker
- Koei
- Kojima Productions
- Konami
- Krome Studios
- Kuju Entertainment
- Kush Games

## L
- Larian Studios
- Last day of work
- Left Field Productions
- Legend Studios
- LemonQuest
- Lesta Studio
- Level-5
- Llamasoft
- Lionhead Studios
- Longtail Studios
- Looking Glass Studios
- LucasArts
- Lucky Chicken Games
- Lucky Jump Games IGDA
- Luxoflux

## M
- Mad Doc Software
- Magnin & Associates IGDA
- Manifesto Game Studio IGDA
- Marvelous Interactive
- Mauretania Import Export Company IGDA
- Maxis
- Mayhem Studio
- Melbourne House
- Mercury Steam
- MicroIllusions
- Microjocs
- Micronet
- Microprose
- Microsoft Game Studios AIAS
- Midway Games
- Midway Austin
- Midway Chicago
- Midway Los Angeles
- Midway Newcastle
- Midway San Diego
- Mistic Software IGDA
- Mistwalker
- Mitchell Corporation
- Mithis Entertainment
- Mnecho
- Monolith Productions
- Monolith Soft
- Moonpod[5]
- MSolutions
- MTO
- Muskedunder Interactive[6]
- Mythic Entertainment

## N
- Namco
- Namco Bandai
- Namco Tales Studio
- Natygames
- Naughty Dog
- NCsoft
- NDCUBE
- Nekeme Prod
- Nerlaska
- Nerve Software
- Neuron Entertainment
- Neversoft
- Next Level Games
- NHN Games
- NIBRIS
- Night Light Studios IGDA
- Nigredo Studios[7]
- Nihilistic Software
- Ninja Theory
- Nintendo AIAS
- Nintendo EAD Tokyo
- Nintendo Entertainment Analysis and Development
- Nintendo Integrated Research and Development
- Nintendo Research & Development 1
- Nintendo Research & Development 2
- Nintendo Software Technology Corporation
- Nival
- Novarama
- Nurium Games
- N-Space

## O
- Obsidian Entertainment
- Oddworld Inhabitants AIAS
- Oker Factory
- Omega Force
- Omepet
- Oniric Games[8]
- OPQA Studios
- Orbital Media
- Origin

## P
- Page 44 Studios
- Pandemic Studios AIAS
- Papyrus Design Group
- Paradox Studios
- Paradox Interactive
- Péndulo Studios
- People Can Fly
- Petroglyph
- Phantagram
- Pi Studios IGDA
- Pipeworks Software IGDA
- Pixelati Ltd.
- Polyphony Digital
- Pom Pom
- PopCap Games
- Propaganda Games
- Pseudo Interactive IGDA
- Psygnosis
- Public Games LP[9]
- Pyro Studios

## Q
- Q Entertainment
- Q-Games
- Qplaze
- Quantic Dream
- Quicksilver Software

## R
- Radical Entertainment
- Rage Software Limited
- Rainbow Studios
- Rareware
- Ratloop
- Raven Software
- Ready at Dawn IGDA
- Reakktor
- Real Time Worlds
- Rebellion
- Red Entertainment
- Red Storm Entertainment
- Reflections Interactive
- Relic Entertainment
- Remedy Entertainment IGDA
- Republik Games
- Retro Studios
- Revistronic
- Revolution Software
- Ritual Entertainment
- Rockstar Games
- Rockstar Leeds
- Rockstar Lincoln
- Rockstar London
- Rockstar North
- Rockstar San Diego
- Rockstar Toronto
- Rockstar Vancouver
- Rockstar Vienna
- Rocksteady Studios
- Rogue Entertainment
- Rovio Mobile IGDA
- RTZ Interactive
- Runestone Game Development
- Running With Scissors, Inc.

## S
- Saber Interactive
- Santa Cruz Games IGDA
- Savage Entertainment IGDA
- SCE Studios San Diego
- SCE Studios Santa Monica
- Schell Games IGDA
- Secret Level IGDA
- SEGA IGDA
- SEK Ost
- Sensory Sweep
- Shaba Games
- Shanblue Interactive
- Sidhe Interactive
- Silicon Knights
- Sierra Entertainment
- Simtex
- Slingo IGDA
- Smackall
- Small Rockets
- SNK
- Snowblind Studios
- Snowstep
- Sonic Team
- Sonnori
- Sony Bend
- Sony Computer Entertainment of America AIAS
- Sony Computer Entertainment of Europe
- Sony Computer Entertainment of Japan
- Sony Online Entertainment
- Sora Ltd.
- Spark Unlimited
- Spectrum Holobyte
- Spiderweb Software
- Splash Damage
- Square Enix
- Stainless Steel Studios
- Starbreeze Studios
- Stardock
- StormBasic
- Stormfront Studios AIAS, IGDA
- Strange Flavour
- Straylight Studios IGDA
- Streamline Studios
- Success
- Sucker Punch Productions
- Sumea IGDA
- SuperVillain Studios
- Suppa Gaming Inc.
- Surreal Software
- Symbia IT
- Syntasoft

## T
- Taito Corporation
- Take Two Interactive
- TalonSoft
- Tao Spain
- Team17
- Team Bondi
- Team Chaos
- Team Ninja
- Team SOHO
- Techland
- Tecmo
- Telltale Games
- Temporal Games
- Terminal Reality
- Tesla Studios
- Three Rings Design
- Tilted Mill Entertainment
- TimeGate Studios
- Torc Interactive
- Torus Games
- TOSE
- Totally Games
- Toxin Works
- Toys for Bob
- Tragnarion Studios
- Traveller's Tales
- Treasure Co. Ltd
- Treyarch
- Tri-Ace
- Tri-Crescendo
- Trilobyte
- Triumph Studios
- Troika Games
- TruSim
- TT Games
- Turbine
- Turn 10
- TX Digital Illusions (Texas USA)

## U
- Ubisoft AIAS
- Ubisoft Barcelona
- Ubisoft Montpellier
- Ubisoft Montreal
- Ubisoft Paris
- Ubisoft Romania
- Ubisoft Shanghai
- UC Games
- UkrGameExport
- Unkasoft
- UrbanLegend Games
- U-Play Studios

## V
- Variant Games
- Valve Software IGDA
- Vector Animado
- Vektor Grafix
- Venan Entertainment IGDA
- Vicarious Visions IGDA
- Vicious Cycle Software
- Victor Interactive Software
- Virtual Toys
- Vision Park
- Visual Concepts
- Volatile Games
- Volition, Inc.
- VIVA Media

## W
- Wangame Studios
- Wayward Design
- Webfoot Technologies
- Webzen Games
- Westwood Studios
- Whatif Productions IGDA
- The Whole Experience (també WXP)
- Wingnut Interactive
- Wideload Games
- Woedend! Games
- WorldWinner IGDA

## X
- XGen Studios IGDA
- XtraGames

## Y
- Yes 10 Style IGDA
- YUKE's Future Media Creators

## Z
- Z-Axis Ltd.
- Zinkia
- Zipper Interactive
- Zombie Studios
- Zoonami
- Zootfly IGDA
- Zylom IGDA